# Каликот (район)
Каликот (непальск. कालीकोट जिल्ला) — один из 75 районов Непала. Входит в состав зоны Карнали, которая, в свою очередь, входит в состав Среднезападного региона страны.
На западе граничит с районами Баджура и Ачхам зоны Сетхи, на севере — с районом Мугу, на востоке — с районом Джумла и на юге — с районом Дайлекх зоны Бхери. Площадь района — 1741 км². Административный центр — город Манма.
Население по данным переписи 2011 года составляет 136 948 человек, из них 68 833 мужчины и 68 115 женщин. По данным переписи 2001 года население насчитывало 105 580 человек.